# Pas de ça entre nous !
Pas de ça entre nous est une émission de télévision française diffusée depuis le 20 octobre 2017, présentée par Arthur. Le talk-show est diffusé en seconde-partie de soirée, les vendredis. Il est, pour la première fois, diffusé en prime-time le 23 février 2018 et la deuxième fois le 12 janvier 2019.

## Concept
Pendant une heure trente, Arthur diffuse des vidéos drôles et loufoques que ses invités ont posté sur les réseaux sociaux ainsi que leurs premières apparitions télé ou cinéma. Trois chroniqueurs apparaissent tout au long de l'émission. Le concept rappelle l'émission phare d'Arthur, Les Enfants de la télé qui a migré sur France 2 et est désormais présentée par Laurence Boccolini.

## Chroniqueurs
- Viktor Vincent, mentaliste (depuis octobre 2017)
- Cartman, humoriste (depuis octobre 2017)
- Gérémy Crédeville, humoriste (depuis octobre 2017)

## Invités
Les invités sont généralement des célébrités du monde du spectacle : comédiens, chanteurs, humoristes... 
Les dates en gras signifient que les émission sont diffusées en Prime Time (première partie de soirée).
- 20 octobre 2017 : Tarek Boudali, Philippe Lacheau, Shy'm, Issa Doumbia, Arnaud Ducret, et Jérôme Commandeur[1].
- 17 novembre 2017 : Nawell Madani, François Berléand, Amir, Ahmed Sylla, Ary Abittan et Baptiste Lecaplain
- 8 décembre 2017 : Claudia Tagbo, Philippe Geluck, Christophe Willem, Jarry, Lucien Jean-Baptiste et Artus [2]
- 26 janvier 2018 : Isabelle Nanty, Guillaume De Tonquédec, Artus, Fabrice Eboué, Michèle Laroque, François-Xavier Demaison et Reem Kherici [3]
- 23 février 2018 : Dany Boon, Line Renaud, Franck Dubosc, Iris Mittenaere, Alexandra Lamy, Valérie Bonneton, et Laurence Arné
- 6 avril 2018 : Kev Adams, Malik Bentalha, Philippe Lacheau, Franck Gastambide, Jonathan Lambert, Mélanie Bernier
- 27 avril 2018 : Cyril Féraud, Laurent Luyat, Arnaud Tsamère, Virginie Ledoyen, Ary Abittan, et Axelle Laffont
- 18 mai 2018 : Helena Noguerra, Laurent Ruquier, Arielle Dombasle, Jean-Paul Gautier, Maitre Gims et Manu Payet.
- 12 janvier 2019 : Christian Clavier, Ary Abittan, Dany Boon, Virginie Hocq, Jérôme Commandeur et Pascal Obispo

## Audiences
| Émission | Jour et horaire de diffusion | Invités | Audience moyenne          | Audience moyenne | Réf.              |
| Émission | Jour et horaire de diffusion | Invités | Nombre de téléspectateurs | PDM              | Réf.              |
| -------- | ---------------------------- | --- | ------------------------- | ---------------- | ----------------- |
| 1        | 20 octobre 2017 à 23 h 35    | Jérôme Commandeur, Issa Doumbia, Arnaud Ducret, Philippe Lacheau, Tarek Boudali, et Shy'm                                | 1 180 000                 | 19,2 %           | [ 4 ]             |
| 2        | 17 novembre 2017 à 23 h 35   | Ary Abittan, Ahmed Sylla, Nawell Madani, Baptiste Lecaplain, Amir, et François Berléand                                  | 1 320 000                 | 17,9 %           | [ 5 ]             |
| 3        | 8 décembre 2017 à 23 h 15    | Claudia Tagbo, Philippe Geluck, Christophe Willem, Jarry, Lucien Jean-Baptiste, et Artus                                 | 1 364 000                 | 19,2 %           | [réf. nécessaire] |
| 4        | 26 janvier 2018 à 23 h 25    | Isabelle Nanty, Guillaume de Tonquédec, Fabrice Eboué, Reem Kherici, François-Xavier Demaison, Artus, et Michèle Laroque | 1 004 000                 | 15,8 %           | [réf. nécessaire] |
| 5        | 23 février 2018 à 21 h 5     | Dany Boon, Line Renaud, Franck Dubosc, Iris Mittenaere, Alexandra Lamy, Valérie Bonneton, et Laurence Arné               | 3 183 000                 | 15 %             | <                 |
| 6        | 6 avril 2018 à 23 h 45       | Kev Adams, Malik Bentalha, Philippe Lacheau, Franck Gastambide, Jonathan Lambert, et Mélanie Bernier                     |                           |                  |                   |
| 7        | 27 avril 2018 à 23 h 10      | Cyril Féraud, Laurent Luyat, Arnaud Tsamère, Virginie Ledoyen, Ary Abittan, et Axelle Laffont                            | 1 090 000                 | 16,3 %           | [ 7 ]             |
| 8        | 18 mai 2018 à 23 h 10        | Helena Noguerra, Laurent Ruquier, Arielle Dombasle, Jean-Paul Gautier, Maitre Gims, et Manu Payet                        | 1 060 000                 | 15,8 %           | [ 8 ]             |
| 9        | 12 janvier 2019 à 21 h 5     | Christian Clavier, Ary Abittan, Dany Boon, Virginie Hocq, Jérôme Commandeur et Pascal Obispo                             | 2 411 000                 | 13,2 %           | [ 9 ]             |

Légende :
En fond vert  = Les plus hauts chiffres d'audiences/PDA
En fond rouge = Les plus bas chiffres d'audiences/PDA